# صم بكم
الصم البكم والصفة الأصم الأبكم هو مصطلح استخدم تاريخيًا لتحديد الشخص الذي كان إما أصمًا ويستخدم لغة الإشارة أو كلاهما أصم أبكم. يستمر استخدام المصطلح للإشارة إلى الأشخاص الصم الذين لا يستطيعون التحدث بلغة منطوقة أو لديهم درجة معينة من القدرة على التحدث لكنهم يختارون الصمت بسبب الانتباه السلبي أو غير المرغوب فيه الذي تجتذبه الأصوات غير النمطية في بعض الأحيان. مثل هؤلاء الأشخاص يتواصلون باستخدام لغة الإشارة. يعتبره البعض مصطلحًا مهينًا (في الإنكليزية) إذا استُخدم خارج سياقه التاريخي المصطلح المفضل اليوم هو ببساطة أصم.